# Bogumił Jasinowski
Bogumił Jasinowski Weintraub (26 de marzo de 1883, Varsovia - 8 de mayo de 1969, Santiago de Chile) fue un filósofo, filólogo, abogado y profesor polaco-chileno. Es reconocido por sus investigaciones en historia de la filosofía occidental y oriental, historia de la ciencia y teoría de la cultura.

## Biografía

### Primeros años
Nació el 26 de marzo de 1883, en Varsovia (Polonia), en el seno de una familia judía asimilada al catolicismo. Sus padres fueron Helena Weintraub y Izydor Jasinowski. Su madre fue actriz, concertista y recitadora. Su padre fue abogado y publicista, además de un importante defensor de la asimilación judía:

Su padre, Isidor, abogado e periodista, fue uno de los portavoces del llamado movimiento de "asimilación", que propugnaba la integración de la comunidad judía a la cultura y costumbres polaco-católicas. Se destacó dirigiendo campañas a favor de la asimilación tanto en manifestaciones públicas como en periódicos varsovianos de fines del siglo XIX y comienzos del XX [...].
Marcelo Alvarado Meléndez

Realizó sus primeros estudios en el IV Gimnasio de Varsovia (IV gimnazjum w Warszawie), egresando en 1901. Durante ese tiempo, tuvo oportunidad de viajar por París, la propia Varsovia y Viena. 

### Formación universitaria en tiempos belicosos
Ingresó a la Universidad de Varsovia en 1901 para estudiar Derecho, estudios que extenderían hasta 1905, año en el que tomaría lugar la Revolución de Febrero, hecho que forzó la postergación de los mismos, retirándose a Alemania. 

Por la época, aún se vivían las consecuencias de la Tercera partición de Polonia ocurrida a finales del siglo XVIII, de modo que la nación se encontraba repartida entre tres imperios: el Imperio Ruso, el Imperio Austro-Húngaro y el Imperio Alemán. En este contexto, Jasinowski redacta en 1907 Parlamentaryzm, Duma Państwowa i reprezentacja polska (El Parlamentarismo, la Duma Paneslava y la representación polaca), su primer escrito; en el que repasó la crisis política del gobierno zarista y abogó por la independencia de Polonia.

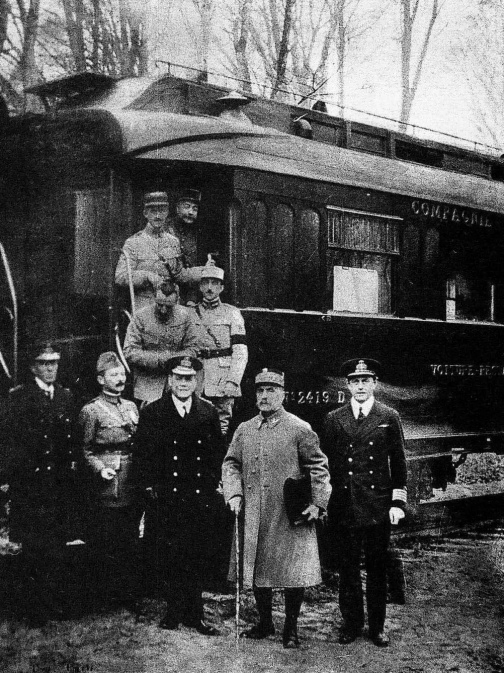
Fotografía tomada después de llegar a un acuerdo para el armisticio que puso fin a la Primera Guerra Mundial. Este es el propio ferrocarril de Ferdinand Foch y la ubicación es el Bosque de Compiègne. El jefe de gabinete de Foch, Maxime Weygand, es el segundo desde la izquierda. El tercero desde la izquierda es el principal representante británico, sir Rosslyn Wemyss. Foch es el segundo desde la derecha. A la derecha está el almirante George Hope.

Más tarde, en 1909, Jasinowski se trasladó a la Universidad de Járkov para completar sus estudios de Derecho, meta que consigue en 1910, obteniendo su diploma de Candidato a Derecho (equivalente a un doctorado) con su tesis titulada O związku przyczynowym w prawie karnym (Sobre la causalidad en Derecho penal). En este periodo, Jasinowski se amistó con Aleksandr Blok, padre de la Escuela Simbólica Rusa (de quien terminaría traduciendo las poemas Las Doce y Los Escitas al español en 1945).
Paralelamente y durante su estancia en Alemania, entre 1906 y 1909 asistió a clases de Filosofía en la Universidad Humboldt de Berlín y en la Universidad de Múnich. En Berlín, tendría oportunidad de ser alumno del sociólogo y filósofo alemán Georg Simmel. En una carta dirigida a su padre, Simmel alabó las aptitudes de Jasinowski: "Su hijo, estimado señor, es quizá el alumno más brillante que yo haya conocido en mi dilatada carrera pedagógica". En Múnich, trabaría amistad con Max Scheler. Entre 1910 y 1913, trabajó como asistente de abogado en el colegio de abogados de Varsovia.
En 1915, producto del estallido de la Primera Guerra Mundial, Jasinowski se vio en la necesidad de trasladarse a la Universidad de Zúrich, donde conocería al psicólogo, filósofo y sacerdote alemán Franz Brentano. Realiza su defensa de tesis en 1918 con una disertación dedicada al estudio de los primeros escritos metafísicos del filósofo y matemático alemán Gottfried Leibniz: Die analytische Urteilslehre Leibnizens in ihrem Verhälnis zu seiner Metaphysik (La teoría leibniziana del juicio analítico y la relación con su metafísica).

### Docencia en Polonia
Tras el armisticio del 11 de noviembre de 1918, Jasinowski retornó a la Polonia, ahora una nación independiente: la Segunda República polaca. Trabajó durante varios años como abogado en Varsovia. Entre 1918 y 1919 trabajó en la Universidad Católica Juan Pablo II de Lublin como profesor de historia de la filosofía, participando en al organización de la casa de estudios y convirtiéndose en director del Departamento de Historia de la Filosofía en la misma. Entre 1920 y 1924, asumió la Cátedra de Filosofía en la Universidad Libre de Polonia. Terminado aquel trabajo, en 1926 se retiró a París, lugar en el que se dedicó a realizar profundas investigaciones en el campo de la historia de la filosofía. Regresaría a Polonia 4 años después, y de 1930 a 1931 fue profesor adjunto en la Primera Cátedra de Filosofía de la Universidad de Varsovia; donde obtuvo su habilitación en 1930 con la disertación O jedności myśli twórczej Leibniza (Sobre la unidad del pensamiento creativo de Leibniz).
Por invitación de Tadeusz Czeżowski, en 1931 se trasladó a la Universidad de Vilna para tomar la Cátedra de Filosofía, siendo el sucesor de Wincenty Lutosławski. Fue profesor adjunto hasta 1932 y luego profesor asociado hasta 1937, cuando es nombrado profesor titular y jefe del Departamento de Filosofía. Jasinowski aceptó el trabajo no sólo por el honor que suponía, sino que también por la estabilidad profesional y científica que le ofrecía. Permanecería en la institución hasta 1939, año en que la universidad es clausurada por el ejército rojo en el marco de la invasión soviética de Polonia de 1939 y el Pacto Ribbentrop-Mólotov. Vilna entonces fue incorporada a Lituania. El estado endeble de las universidades polacos, así como las masacres y vejaciones perpetradas sobre el cuerpo docente y el estudiantado, fueron denunciados por Jasinowski:

Me resulta difícil y hasta imposible dejar en silencio las condiciones trágicas de las universidades polacas, de la juventud estudiantil y del cuerpo docente. Pocos son los profesores que siguen viviendo, enmudecida la juventud, es decir, la parte que se halla con vida...La ciencia polaca y las universidades han sufrido y sufren lo indescriptible —así es que debo hablar no solamente en el nombre de los vivos, sino también en el de los muertos [...].
Bogumił Jasinowski

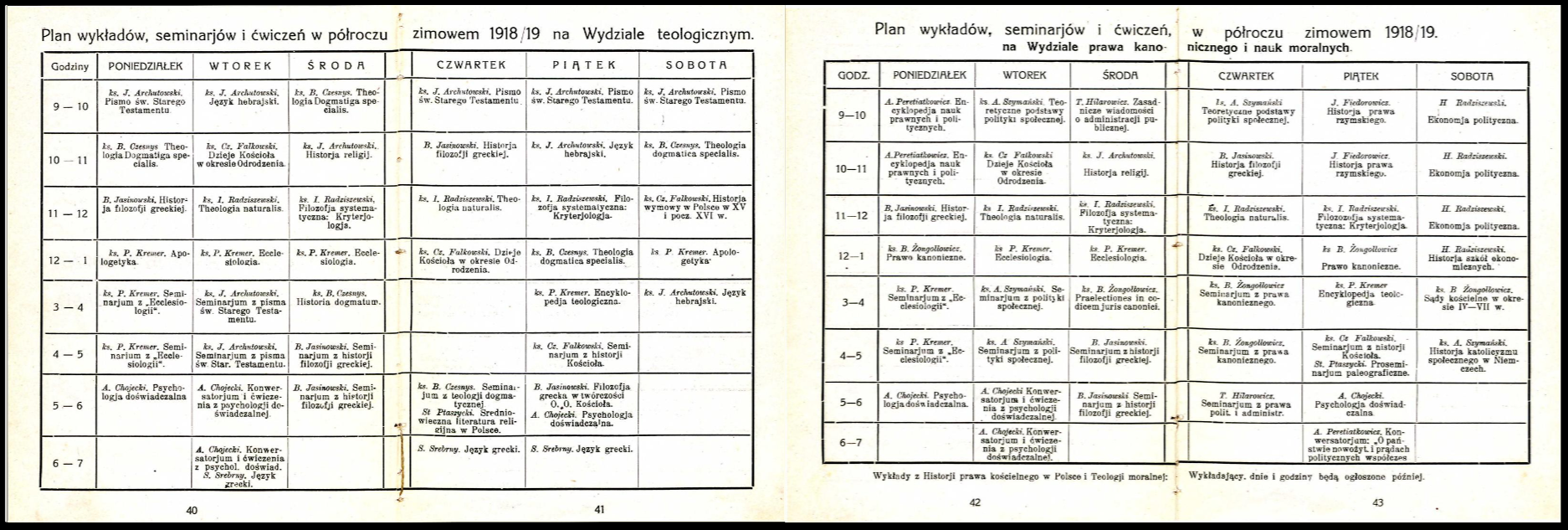
Calendario semestral de conferencias, seminarios y ejercicios de las facultades de Teología y Derecho de la Universidad Católica Juan Pablo II de Lublin; semestre de invierno de 1918/1919. Aquí figuran las clases de Filosofía Griega, propias de la Cátedra de Filosofía en posesión de Bogumił Jasinowski.

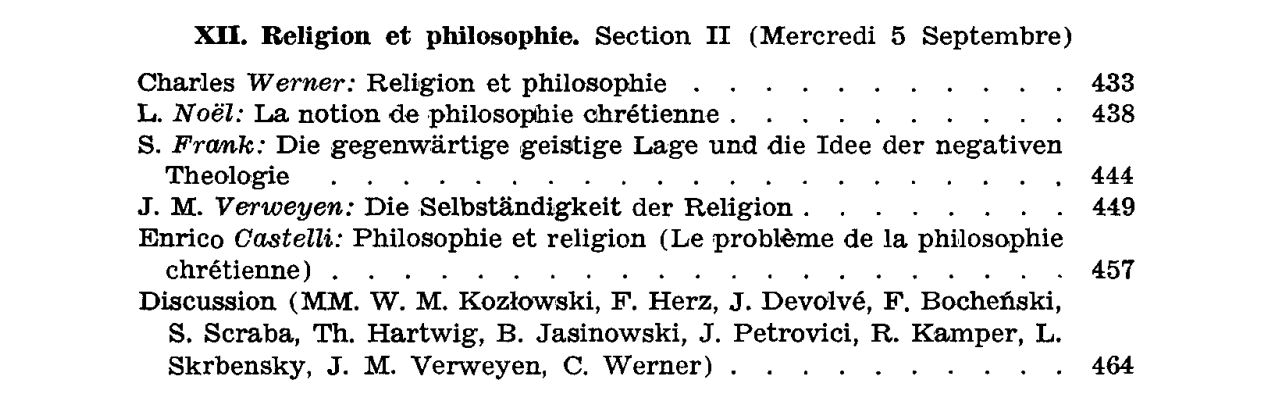
Recorte de la mesa XII de "Religión y filosofía", sección II (miércoles 5 de septiembre), tomado de las actas del octavo Congreso Mundial de Filosofía, celebrado en Praga, 1934. En esta oportunidad, Jasinowski compartió una mesa de discusión, entre cuyos participantes destacan Władysław Mieczysław Kozłowski, Johannes Maria Verweyen, Fritz Herz, Józef Maria Bocheński e Ion Petrovici.

Durante su permanencia en Vilna, Jasinowski trabajó en el Instituto de Investigación sobre Europa Oriental (Instytut Naukowo-Badawczy Europy Wschodniej). El filósofo polaco vive una época de auge productivo en cuanto a sus investigaciones y publicaciones, así como en su asistencia a encuentros académicos. Ejemplo de ello es su asistencia múltiples congresos internacionales de filosofía, como el octavo Congreso Mundial de Filosofía (Congrès International de Philosophie) o el cuarto Congreso Internacional de Historia de la Ciencia (International History of Science Congress) de 1937. Dos son las principales temáticas que invaden sus inquietudes intelectuales en esta época: 1) los fundamentos culturales del mundo eslavo, y 2) la defensa del «axio-ontologismo», esto es, la postura de que todo género de problemas relativos al saber son susceptibles de recibir un planteamiento axiológico (la realidad conjunta e indisoluble del ser y el valor), debiendo hacerse cargo de la dimensión histórica y sociológica que cada hecho "valioso" comporta, asunto medular para la periodización histórica. Durante este tiempo, también fue profesor invitado en la Universidad de la Sorbona y la Universidad de Roma, entre otras.

### Exilio a Sudamérica
Tras el estallido de la Segunda Guerra Mundial, se volvió un exiliado, huyendo a Suecia en 1940 y desde donde, gracias a la ayuda de la Cruz Roja sueca, pudo trasladarse a América del Sur. Su primer destino fue Brasil, en 1941. En 1942, arribó a Chile, estableciéndose en 1943. Una feliz coincidencia hizo que llegara el mismo año en que la Universidad de Chile celebró su primer centenario, y participó de la instancia, en la que se rindió homenaje a Ignacio Domeyko, científico de nacionalidad polaco-chilena, cofundador y rector de la casa de estudios. Asistió a la ceremonia en representación del gobierno polaco en el exilio, en Londres; y dio un discurso en su memoria, repasando la historia cultural de Polonia.

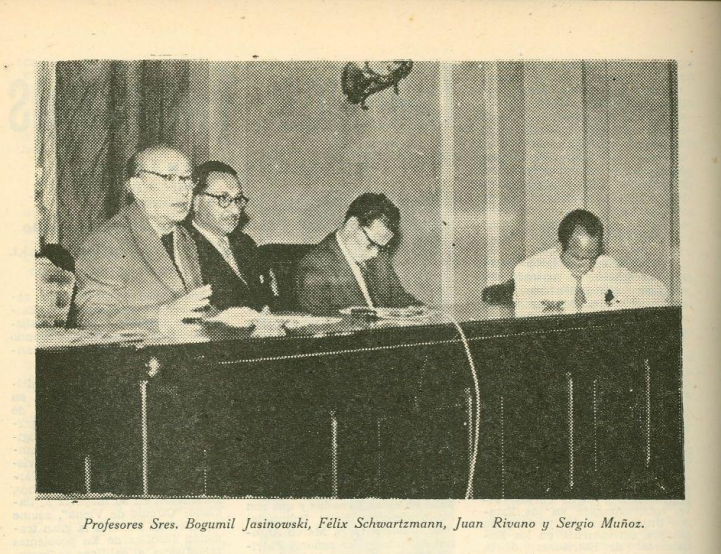
Filósofos asistentes a la sexta escuela internacional de verano de 1960, organizada por Gonzalo Rojas con el auspicio de la Universidad de Concepción, que tomó lugar del 4 al 31 de enero de 1960. Los filósofos dialogan al hilo en tres conferencias magistrales. De derecha a izquierda, nombre de los ponentes y las ponencias: Bogumił Jasinowski ("Filosofía y ciencia"), Félix Schwartzmann ("La filosofía y la crisis actual") y Juan Rivano ("La filosofía científica contemporánea").

No abandonó su labor docente, impartiendo brevemente clases de historia de la filosofía en la Universidad de Buenos Aires (1944-1945). Formó parte de la Colonia Polaca en Chile, fundando y dirigiendo el Instituto de Cultura Polaca en Santiago en 1952. Enseñó historia de la filosofía medieval, filosofía de las matemáticas, filosofía de la historia, neoplatonismo y teoría del derecho en la Universidad de Chile (1945-1954), dirigiendo el Departamento de Historia de Filosofía Medieval. Fue parte de la camada de profesores extranjeros contratados por el Instituto Pedagógico de la Universidad de Chile, ingresando a la institución junto a Guillermo Mann y José Ferrater Mora (quién lo llegaría a citar copiosamente en su Diccionario de filosofía). También hizo clases en la Facultad de Derecho. 

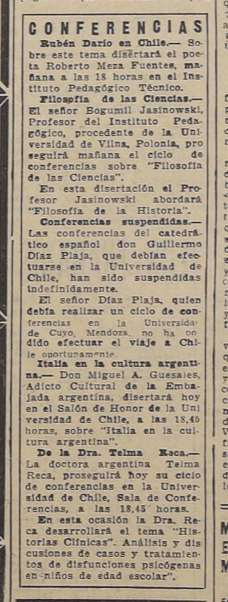
Recorte del Diario La Nación (Santiago de Chile), del 1 de octubre de 1946. Aquí, se anuncia una de las primeras conferencias dedicada a la filosofía de las ciencias en Chile.

Contribuyó con buena cantidad de escritos a la Revista de Filosofía y a los Anales de la Universidad de Chile. Participó en multitud de actividades académicas, promovidas por la Sociedad Chilena de Filosofía, por centros culturales de la comunidad polaca y por universidades varias. Véase su participación en el quinto Congreso Interamericano de Filosofía (Interamerican Congress of Philosophy) de 1957 y en la Sexta Escuela Internacional de Verano realizada en la Universidad de Concepción. En una carta dirigida a Tadeusz Czeżowski, su antiguo colega en Vilna, Jasinowski comentó las dificultades para manejar el idioma español, reconociendo tanto su complejidad como su riqueza, y reflexionó sobre la experiencia de aprender múltiples lenguas a lo largo de su vida:

No le escribiré sobre las dificultades que hubo que superar cuando se trata de manejar en palabra y escritura uno de los idiomas más difíciles y, sin duda, más ricos del mundo, que es el idioma español. Tal vez usted recuerde que nunca me fue ajeno (siempre me gustó), pero desde comprenderlo hasta poder expresar en él los pensamientos más nobles es tan lejano como de la tierra al cielo. Superé esas dificultades y de esta manera mi cabeza ya no tan joven, cargada con el peso de siete idiomas vivos y, se podría decir, cuatro muertos, aún logró levantar un peso más.
Bogumił Jasinowski

Producto de su gran interés en las culturas clásicas, Jasinowski llegó a dominar 12 idiomas: el alemán, el inglés, el español, el francés, el italiano, el esloveno, el lituano, el hebreo, el ruso, el sánscrito, el latín y el griego clásico.

### Últimos años de vida
Finalmente, fue a Inglaterra, donde enseñó historia de la filosofía en la Universidad Polaca en el Extranjero en Londres (1955-1969), donde dirigió el Departamento de Historia de la Filosofía como profesor titular.
Falleció a los 86 años, en Santiago de Chile, el 8 de mayo de 1969. Sus restos fueron sepultados en el Cementerio Católico de Santiago. Junto a Félix Schwartzmann y Manuel Atria, comparte el mérito de ser uno de los padres de la enseñanza de la filosofía de las ciencias en Chile. Su obra influenció la de muchos intelectuales de mediados y finales del siglo XX, entre ellos Félix Schwartzmann, Czesław Miłosz, Piotr Mitzner, Larisa Chuhina, Claudio Guillén, Roberto Torretti, Carla Cordua, Juan Rivano, Gastón Gómez Lasa, Claudio Naranjo, Eugenio Araya y Humberto Giannini.

## Pensamiento
Bogumił Jasinowski, como transparenta en su Discurso de homenaje a Ignacio Domeyko, se sentía heredero del «humanismo polaco», comprometido con el desarrollo moral e intelectual, y objetivado en la vida y obra de personajes históricos como Witelo, Claude-Adrien Helvétius, Nicolás Copérnico, Maciej Sarbiewski o Adam Mickiewicz. Esto motivo sus preocupaciones históricos sobre el desarrollo del pensamiento, tanto en Occidente como en Oriente, así como en multitud de otros tópicos.  

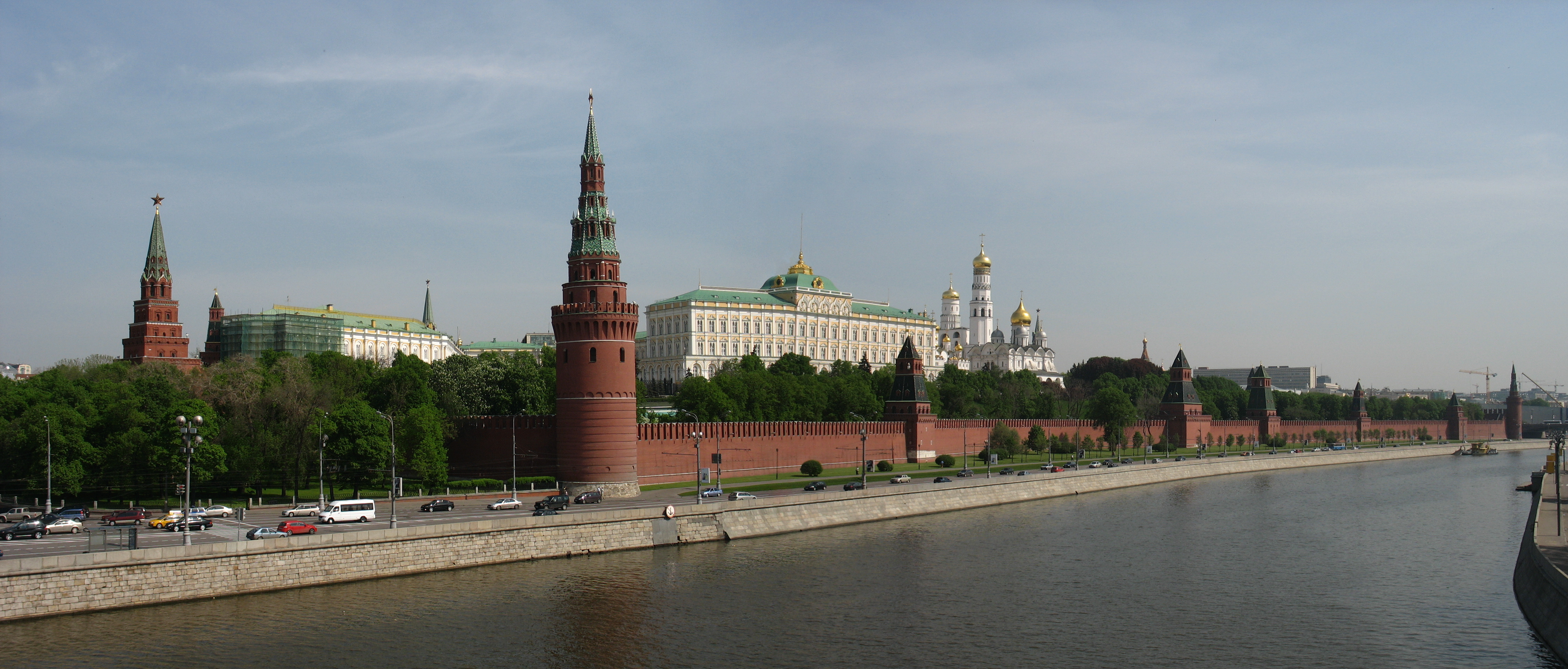
En la imagen: vista panorámica del Kremlin. La kremlinología es el estudio de la situación política de la Unión Soviética.

Sus principales áreas de investigación fueron: 
1. Pensamiento eslavo y kremlinología;[5][27][72][73][74]
2. Filosofía e historia de la ciencia;[75][76][77]
3. Filosofía del derecho;[78][79][80]
4. Neoplatonismo;[81]
5. Filosofía leibniziana;[10][82][83]
6. Filosofía de la historia y dialéctica.[77][84][85][86]

### Cientificismo y defensa de una metafísica dialéctica

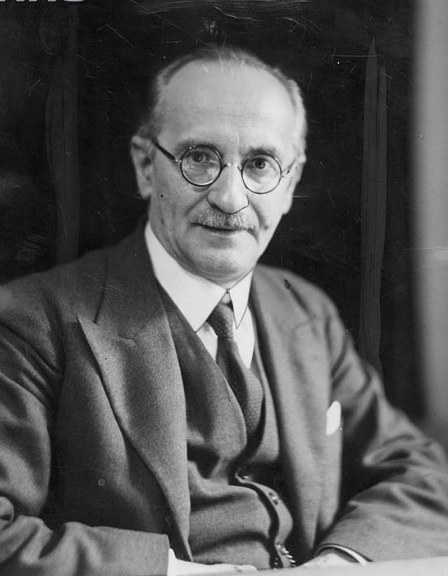
Jan Łukasiewicz en 1935.

Contra el cientificismo polaco de inicios del siglo XX (encabezado por Jan Łukasiewicz), Jasinowski, así como otros connacionales, se mostró favorable a la defensa de la «nueva metafísica»:

En decidido contraste con estas tendencias empiristas y positivistas empieza a formarse un grupo compacto de filósofos que se convierten a la nueva metafísica. El más agudo pensador de este grupo es Román Ingarden, discípulo de Husserl, quien en una crítica acerba del neopositivismo ha evidenciado la falta de consistencia de una metalógica y la necesidad, en cambio, de una ontología que describa y fundamente los contenidos dados en el conocimiento. Por una especulación sobre los valores éticos y estéticos Wladislaw Tatarkiewicz ha llegado asimismo a formular la exigencia de una ontología. También el hegeliano Bogumil Jasinowski lucha actualmente contra el nuevo cientifismo.
Joaquín Carreras Artau

No obstante la afirmación de Carreras, Jasinowski no era hegeliano. Este adjetivo le fue impuesto por aquellos que, a inicios del siglo XX, entendían que todo pensador dialéctico habría de ser afín al materialismo dialéctico y, por extensión, a la obra de Georg Wilhelm Friedrich Hegel, producto de su relación lógica y de génesis. El propio Jasinowski era consciente de esto, marcando distancias del hegelianismo, a la vez que afirmaba que el pensamiento dialéctico era fundamental para la comprensión de la realidad, incluido el propio ámbito científico:

Nos acercamos aquí a la proximidad de la gran corriente de ideas que tiene su origen en Heráclito y cuya esencia misma está relacionada con los elementos de una dialéctica universal. Es que los elementos dialécticos se pueden ver a lo largo de toda la historia del pensamiento humano, e incluso en el ámbito de la ciencia matemática pura de la naturaleza. Es cierto que la misma palabra 'dialéctica' suena de una manera un poco desagradable a los oídos de los científicos, e incluso a los oídos de los filósofos, todo esto debido al sistema de Hegel, el más representativo entre los sistemas dialécticos de los tiempos modernos. Queda el hecho de que la palabra misma 'dialéctica' es inseparable de cierto tono peyorativo; sin embargo, la dialéctica de la que quiero hablar no tiene nada que ver con Hegel. [...] Este proceso se presenta como una evolución de carácter dialéctico, especialmente en el ámbito de la radiación y de sus relaciones con la materia. Físicos eminentes ya han señalado el carácter particular y se interesan por las síntesis sucesivas en las teorías de la física. [...] La evolución dialéctica de la ciencia se presenta como un desarrollo de una realidad irracional e infinitamente distante de nuestra facultad cognitiva en una serie infinita de ‘etapas de oscilaciones racionales’.
Bogumił Jasinowski

### Filosofía del derecho
Según Jasinowski, el iusnaturalismo conduce a una unificación de los conceptos de «ser humano», «naturaleza» y «Estado» sobre de base valórica de la obligación solidaria, una humanización de la naturaleza ("consortium humanae naturae"); tesis que sustenta en una revisión de las raíces históricas del derecho natural en la tradición grecorromana, la patrística, la escolástica y la filosofía moderna. La esencia del derecho reside en una «cosmodicea», una suerte de persecución legal «heroica» de salvaguardar un estándar de derechos mínimos para las personas, que comúnmente suelen ser sujetos de agravio y tragedia. La teoría del derecho ha de fundarse axiológicamente, esto es, sobre una base estético-moral de aproximación a los hechos de la vida humana, lo que presupone la afirmación de una ley natural.

### Filosofía de la historia y pensamiento histórico-dialéctico

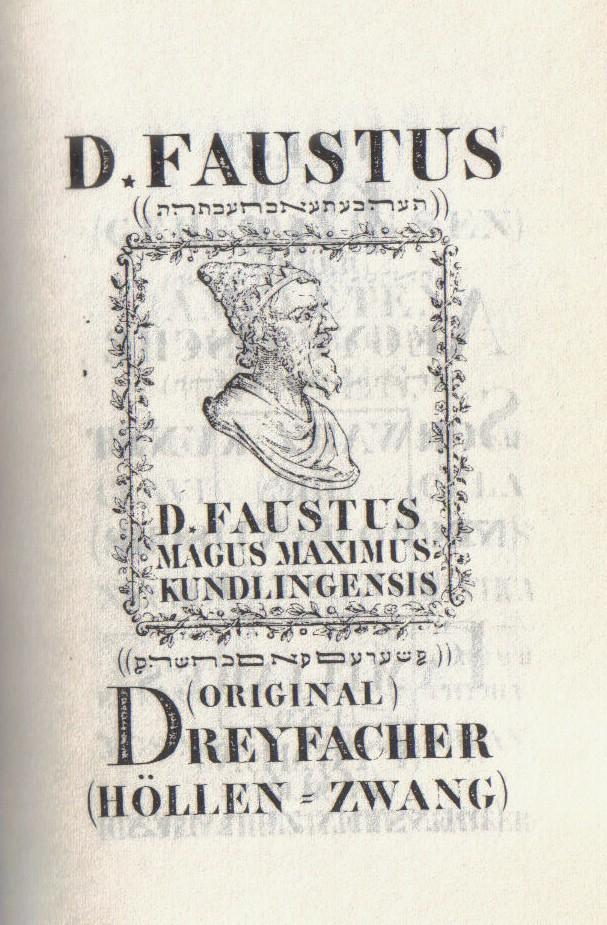
Portada de uno de los grimorios de Höllenzwang atribuido a Johann Georg Faust

En Renacimiento italiano y pensamiento moderno, Jasinowski llama la atención sobre lo poco y mal explorada que está la conexión entre estas realidades históricas. Con motivo de ello, estudia las interrelaciones entre el Renacimiento Italiano, el Humanismo y la Reforma Protestante. De especial atención son las relaciones entre la ciencia moderna, la magia renacentista y la metafísica.
A su juicio, el racionalismo y la crítica se desarrolló en la Europa Occidental (y no en la Europa Oriental y Asia) producto de que fue allí donde tomaron lugar la Reforma y luego la Ilustración. Estos dos fenómenos, como expresiones de cuestionamiento a la sacralización del poder, son la contrafigura al auge del despotismo en los territorios orientales. El aventajamiento de Occidente sobre Oriente en materia científica y filosófica estriba en esta diferencia.
Según Jasinowski, la ciencia no es un saber abstraído de sus circunstancias epocales, no es una pura industria abstracta. La ciencia, como disciplina, se haya integrada en las prácticas culturales propias de las sociedades que la ejercitan: es el testimonio histórico del hacer humano. Las raíces de las ciencias se remontan a determinadas realidades históricas, realidades que no son azarosas, sino que responden a ciertos telos; sin perjuicio de que no haya tal cosa como un propósito histórico único y predefinido. La existencia de los fines históricos es contingente, volátil, de modo que el curso de la historia es un proyecto abierto:

El decurso histórico está en gran parte entregado a la pura casualidad. Aquí el mayor y más grandioso ejemplo es la muerte prematura de Alejandro Magno, la causa deficiente de la grandeza del más poderoso de los Imperios y áreas de civilización: el Imperio Romano.
Bogumił Jasinowski

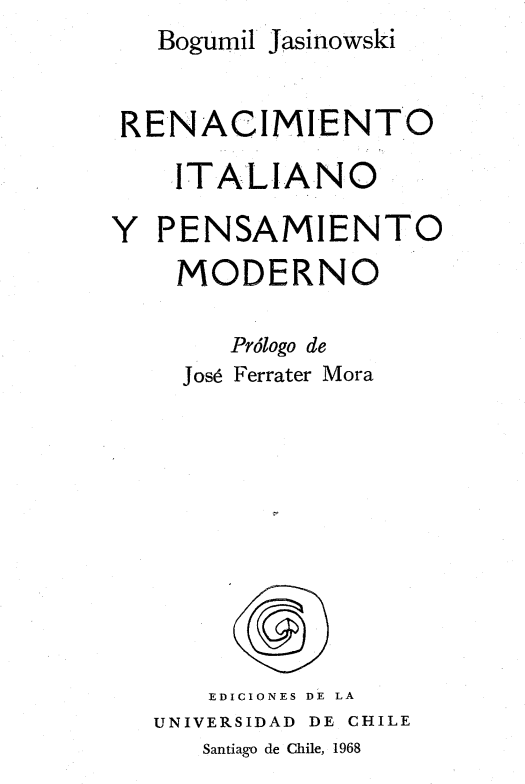
Renacimiento italiano y pensamiento moderno (1968), última obra de Bogumił Jasinowski. En ella se encuentra expresada la versión final de su filosofía de la historia. Un detalle a resaltar en este escrito es que en él Jasinowski hace uso del término "necesitarismo" (pág. 63), vocablo de uso escaso por aquella época, colaborando a su incorporación en el español.

Jasinowski participa de un pensamiento histórico-dialéctico. La realidad de los procesos históricos, en tanto que abiertos, es conflictiva a nivel valórico, pues entran en polémica una población de valores contrarios y copresentes en un mismo tiempo; de modo que estos procesos no pueden ser conceptuados como fases históricas terminadas o terminables. Jasinowski se muestra favorable a los esquema múltiples de periodización histórica y en contra de entender los períodos como clases lógicas tradicionales. Los períodos históricos no son entidades completamente discretas. No se excluyen mutuamente como los objetos que existen simultáneamente en el espacio, o como las partes que resultan de la división de una única entidad. Son diferentes momentos en un continuum temporal:

Las épocas consecutivas, por lo tanto, no se excluyen entre sí, como lo hacen los miembros de una división en clases, ya que las unidades periodológicas no se basan en la disyunción de características y no están sujetas al principio de contradicción, del cual toda discriminación en el ámbito de lo discontinuo... sigue siendo inseparable.
Bogumił Jasinowski

Que ocurran transiciones entre un período histórico no significa que los períodos no pueden colocarse uno al lado del otro, o yuxtaponerse. El cómo armonizamos o integramos dichos valores en tensión define la labor histórica. En Jasinowski, la premisa fundamental bajo la cual los fenómenos históricos son posibles es la continuidad histórica, y la historia se convierte entonces en el nombre para la constitución de un continuo significativo. Como él mismo ya había adelantado en trabajos previos, tanto la ciencia como la filosofía se encuentran sometidas a esta dialéctica, recibiendo ambas sentido de su pasado. De ahí que «historia» y «sentido» sean dos ideas importantes que están fuertemente coimplicadas en su filosofía de la historia. Su concepción sobre el objeto de la historia lo llevó a polemizar con Wilhelm Windelband y Heinrich Rickert, para quienes narrar la historia en narrar el pasado, lo particular. A su juicio, ha de rechazarse el dictum de Theodor Lessing acerca de la naturaleza de la historia: «Sinngebung des Sinnlosen» (Dar sentido a lo que no tiene sentido). El saber histórico no puede estar limitado a la simple actitud subjetiva de dar sentido al devenir de los acontecimientos. Antes bien, el saber histórico es un acto de reencuentro con el sentido posible de lo acontecido:

Existe un enlace entre el objeto «historia» y su sujeto que no es un enlace cualquiera sino una compenetración más íntima. Si nuestro saber histórico no ha de tornarse en pura fantasmagoría, propondríamos, en vez del vocablo Sinngebung («prestar un sentido») un concepto expresivo de una íntima compenetración de ambos aspectos —algo que podríamos expresar en el idioma de Lessing quizás así: Die Geschichte ist das Sinnabgewinnen des Historisch (la historia, es el reencontrar el sentido en el decurso de lo capaz de tener un sentido).
Bogumił Jasinowski

La memoria histórica se relaciona con su pasado en tanto que "perspectiva en movimiento". El historiador no solo debe ponderar ese pasado, sino que también ha de enmendarlo:

Bogumił Jasinowski no solo propuso una concepción innovadora de la historiografía filosófica, sino que también desarrolló la idea de una historiografía filosófica impersonal y pura, con un proceso de investigación en dos etapas. En la primera etapa, de carácter histórico-elemental, se enfoca en identificar las doctrinas filosóficas históricas, su origen, sus conexiones mutuas y su relación con otros aspectos culturales. En la segunda fase, el objetivo del historiador de la filosofía es construir modelos ideales de filosofías sistemáticas (por ejemplo, el platonismo) y buscar una teleología interna en la historia de la filosofía. Jasinowski denomina a este tipo de investigación "filosofía de la historia de la filosofía". Aunque no menciona directamente a Straszewski, su enfoque tiene puntos de contacto con su perspectiva, especialmente en cuanto al aspecto historiográfico. Sin embargo, se diferencia claramente en su énfasis en la postura creativa del historiador de la filosofía, un enfoque que también comparte con Einhorn. Jasinowski sostiene que el historiador no solo debe estudiar y analizar la tradición filosófica, sino que también debe corregirla, reparar los errores de los grandes filósofos, completar su pensamiento y extraer conclusiones de las que ellos no eran conscientes. Este enfoque diluye la distinción entre la investigación histórica sobre la filosofía y la propia actividad filosófica, ya que el historiador, según Jasinowski, también debe filosofar al interpretar y corregir los sistemas filosóficos del pasado.
Mirosław Tyl

Lo acontecido repercute en la modulación de las cosmovisiones de las civilizaciones. La visión valorativa del mundo, cuyo sustrato son todas las concepciones tenidas sobre el mismo, recibe el nombre de «visión cosmoegoica» en la filosofía de Jasinowski. Es la consciencia del sufrimiento y el anhelo de la esperanza (o utopía) lo que motiva la modificación del pasado bajo la presión del presente. Como ejemplo, y precisamente relacionado con esta cuestión, Jasinowski particulariza a la «actitud occidental» (bíblica y grecorromana) como diferenciada de la «actitud oriental» (hinduismo y budismo), en tanto esta última carece del concepto de la tragedia:

En la actitud bíblica (ante todo, en el Antiguo Testamento) encontramos al hombre en franca contraposición frente a la naturaleza, ya que él tiene que enseñorearse de ella y no es simplemente parte de ella. Por cierto, el cristianismo, particularmente medioeval y más aún, oriental, ostenta en cierto grado una actitud negativa tanto respecto a la vida humana (carnis mortificatio) como al mundo (contemptus mundi), lo que es comprensible dado que el cristianismo representa una síntesis del judaísmo y de ciertas corrientes helenísticas de índole órfico pitagórica, con su dualismo de lo terrenal y del más allá, de lo carnal y lo espiritual. Empero, esta actitud negativa no significaba, hablando generalmente, un abandono del «yo» para que éste se diluya en el Absoluto, como ocurre en la cosmovisión hindú. Para decirlo en pocas palabras: la consistencia de cosas en este mundo («cosismo») tiene en la mente occidental su remoto apoyo en la consistencia del «yo», y la misma pluralidad de las cosas lo tiene en la existencia de «otros yo». En cambio, la inexistencia (o más bien, la inconsistencia) del mundo sensible en las doctrinas hindúes, ya que éste es una ilusión, proveniente del hechizo de Maya con su velo que cubre la naturaleza, tiene su correlato en la completa ilusoriedad del yo (budismo) o, al menos —así en todas las seis escuelas ortodoxas hindúes— en el ser puramente superficial de la naturaleza, que se diluye para el sabio frente a su penetración del «Brahmán». Estas actitudes acarrean una diferencia fundamental en la postura frente al sufrimiento como fenómeno básico de la vida humana: el hecho de sufrir, robustece la autoconsciencia del hombre occidental, ya que podría decirse, parafraseando a Descartes, patior, ergo sum; mientras que este mismo hecho significa para los hindúes la inexistencia o, al menos, la no-consistencia del yo: patior, ergo non sum. Esta misma actitud trasciende en una pregunta dirigida por Buda a sus discípulos: «¿lo que sufre es «alta» (es decir, posee la mismedad) o es «anatta» (no posee la mismedad) ?». «Es obvio, fue la respuesta, que lo que sufre no tiene la mismedad». «¿Puede entonces —concluye Buda— el hombre tener mismedad?».
Bogumił Jasinowski

### Filosofía de la religión y de la cultura
En línea con lo anteriormente mencionado, el filósofo polaco consideraba al gnosticismo y al maniqueísmo como dos de los fenómenos más importantes en la historia de la religión, y en particular de la historia del cristianismo oriental en tierras eslavas. Jasinowski los yuxtapone al neoplatonismo y al hinduismo. Para él, las cosmovisiones gnósticas y maniqueas resultan claves para interpretar la espiritualidad y cultura rusas, como lo fue la diferencia entre la persecución realizada al cristianismo en Oriente y Occidente, e incluso su impacto como trasfondo valórico de la Revolución de Octubre:

Una interpretación interesante e idiosincrática del bolchevismo fue avanzada por Bogumił Jasinowski (1883–1969), un filósofo nacido en una familia judía de conversos, quien vio las raíces del bolchevismo en el cristianismo oriental. Entre 1921 y 1922, publicó dos artículos en los que contrastaba las religiones occidentales y hindúes, destacando que las primeras establecían una distinción entre fe y razón, mientras que las últimas no. En estos artículos ignoró a Rusia, pero abordó el país en una serie de conferencias pronunciadas en Wilno en 1932 bajo el título Wschodnie chrześcijaństwo a Rosja (Cristianismo Oriental y Rusia). La tesis central de esta obra era que el cristianismo oriental inculcaba en sus seguidores una creencia en la importancia predominante de la libertad interior combinada con la sumisión a la coerción externa, con la dicotomía resultante entre el ideal y lo real. En esta cultura, la libertad se interiorizaba y se desasociaba de la política.
Richard Pipes

Fue defensor de una teoría neo-maniquea de la cultura rusa. Jasinowski identificó dos factores clave para el ascenso del bolchevismo en Rusia: el maximalismo moral, que implica la subordinación de todos los valores y medios a un objetivo final de transformación del mundo en un orden ideal, y la falta de conciencia jurídica. Asoció a la tradición religiosa rusa con una ambivalencia gnóstica hacia el mal, señalando las obras de Fiódor Dostoyevski como las expresiones más fuertes del amoralismo dualista ruso:

El contraste extremo entre el bien y el mal, que es fuertemente gnóstico-maniqueo, conduce a estados espirituales muy particulares, que parten del odio al pecado y al mal y terminan en un amor por el poder del mal. Aquí vemos la base de un 'caísmo' dostoyevskiano —o más bien general en la espiritualidad rusa.
Bogumił Jasinowski

El bolchevismo está relacionado la teología de la Iglesia Ortodoxa Rusa y su relación con el poder estatal:

La Iglesia Ortodoxa Rusa, por lo tanto, caracteriza completamente una inversión del ideal teocrático, en el que el poder se basa en la legitimización religiosa y con frecuencia recae en manos del clero. En Rusia prevalece una teocracia a la inversa: la Iglesia y su fe han sido absolutamente subordinadas al Estado. El factor que permitió y sigue definiendo las relaciones entre el Estado y la Iglesia, así como las relaciones entre el Estado y el individuo, fue el uso de la ley romana y el derecho natural según los principios del individualismo, que fácilmente fueron reprimidos por el colectivismo. La Iglesia Ortodoxa Rusa, siendo un ejemplo modelo de la encarnación del espíritu cristiano oriental, exige este proceso. Las potentes fuentes de la revolución, como parece sugerir Jasinowski, están ocultas en la teología de la Iglesia Ortodoxa Rusa, en la espiritualidad maniqueo-gnóstica de los rusos, en el dualismo que divide la vida privada y pública. Los pensadores polacos siguieron esta manifestación durante mucho tiempo. Destacaron la inclinación hacia la sacralización del poder, que fue el resultado del anhelo del hombre ruso de trascender la realidad, borrando la distinción entre lo sagrado y lo profano, aceptando el culto y la subordinación de la Iglesia al estado. En Rusia, el Estado y la Iglesia se convirtieron en uno solo. El bolchevismo parece ser una continuación natural de este proceso. Los bolcheviques no solo controlaron las instituciones religiosas, sino que también utilizaron los valores religiosos para propagar su ideología. El bolchevismo se presentó como una secta, enraizada en las mismas categorías gnósticas que definieron el cristianismo oriental. Aquí, Jasinowski también señaló la relación directa entre el bolchevismo y las influencias gnósticas en la espiritualidad oriental.
Michał Bohun

Para Jasinowski, no hay mayor contraste posible entre Polonia y Rusia. De hecho, Polonia es la cabeza de puente entre Oriente y Occidente. Revisando Wschodnie chrześcijaństwo a Rosja, Piotr Mitzer lo expresa muy sintéticamente:

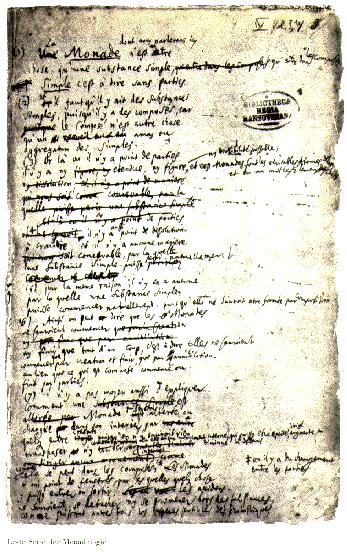
Página del borrador de la Monadología de Leibniz.

Por un lado, el Estado [Polaco] se ha basado durante siglos en la doctrina del derecho natural como principio de un sistema social específico. Y al otro lado de la frontera, un Estado [como el ruso] construido sobre la versión asiática del despotismo. En Polonia, como país occidental, prevalecen los principios del estado de derecho y la libertad personal, mientras que en Rusia falta por completo el concepto de derecho y la negación de la libertad individual.
Piotr Mitzer

Esta interpretación provocó una polémica por parte de Marian Zdziechowski y Nikolái Loski.

### Filosofía leibniziana
Jasinowski interpreta el principio de razón suficiente en términos de aquel fundamento de algo en cuanto algo ideal. Aquí, «fundamento» (Grund) es usado para designar lo "primero" a partir de lo cual toda existencia encuentra su fundamentación. Todo lo que es real de forma actual o posible debe concebirse exclusivamente como algo individuado, es decir, de la sustancia, lo que fundamenta "toda realidad". Jasinowski también defendió que es posible encontrar precedentes de la lógica de Leibniz (concretamente, la doctrina leibniziana de la identidad sujeto-predicado) en la obra del filósofo español Francisco Suárez, no obstante éste acepta dicha doctrina de identidad sólo aplicada a los juicios que expresan verdades eternas.

Este principio fue considerado por Jasinowski como manifestación de un principio apun más básico: el "principio de libertad" de fundamento. Según él, la teoría del juicio leibniziano depende de la monadología y no al revés, como habían proclamado Louis Couturat y Bertrand Russell. Toda su lógica descansa en su metafísica. Contrariando la concepción intencional de la lógica en Leibniz, existen multitud de escritos, sobre todo aquellos sobre silogística, en donde éste parte del estado extensional de los conceptos. Ferrater Mora comenta que, desde esta óptica filosófica, "el principio de razón suficiente es un principio del fundamento (Satz des Grundes) que tiene en su base el principio de la libertad del fundamento (Freiheit des Grundes) como principio único". 

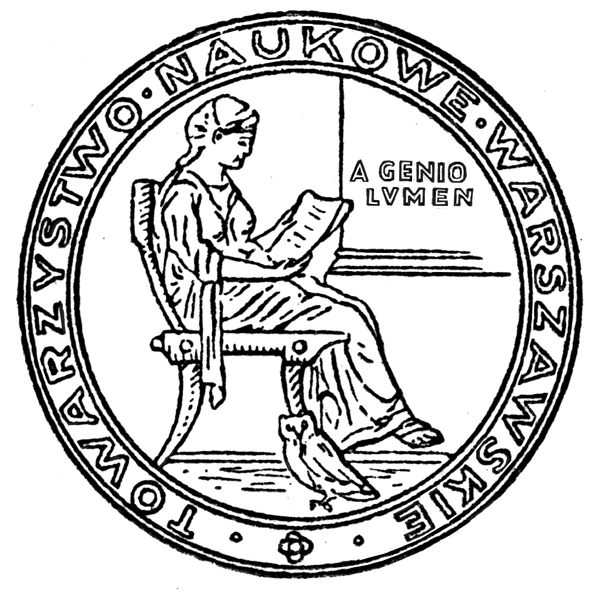
Sello de la Sociedad Científica de Varsovia.

## Membresía a sociedades científicas
En 1930 fue nombrado miembro correspondiente de la Sociedad Científica de Varsovia. También fue miembro de la Sociedad Jurídica de Varsovia (desde 1917), de la Sociedad Científica de Lituania, de la Sociedad Filosófica Polaca y miembro de la Sociedad Científica Polaca en el Extranjero. Fue socio fundador de la Sociedad Chilena de Filosofía.

## Reconocimiento y legado

### Contexto hispano
Al poco tiempo de su fallecimiento, Bogumił Jasinowski recibió un homenaje por parte de la Universidad de Chile el 31 de octubre de 1969, en la Sala Arturo Matte de la Librería Universitaria situada en la Casa Central. La ocasión estuvo acompañada de la conferencia de Humberto Giannini titulada Visión del tiempo y de la historia en Bogumił Jasinowski. Además, dedicaron una de las tiradas de Revista de Filosofía a su persona. Concretamente, el volumen 12, número 4, dedicado en paralelo a la figura de Nicolás Maquiavelo por su quinto centenario. Dentro del volumen, el artículo-homenaje fue escrito por Humberto Giannini, titulado Sufrimiento y esperanza en la historia. Asimismo, venían incluidos dos trabajos originales de Jasinowski. La dedicatoria reza:

A LOS LECTORES

La Asamblea del Departamento de Filosofía de la Facultad de Filosofía y Educación de nuestra Universidad, acordó dedicar este último número de la Revista de Filosofía del año 1969, a conmemorar el medio milenio del nacimiento del ilustre florentino Niccoló Macchiavelli, cuyos aportes teóricos y metodológicos a la filosofía de la política son de una valía y vigencia extraordinarias. 

Al mismo tiempo se decidió rendir homenaje al sabio chileno-polaco, ex profesor de la Universidad de Vilna, catedrático de nuestro Departamento durante varias décadas, insigne filósofo y gran maestro, Prof. Bogumil ]asinowski, desaparecido durante el presente año de 1969 en la ciudad de Santiago.
Revista de Filosofía

Su erudición, particularmente en el departamento de la historia, fue ampliamente reconocida. Así lo refrenda José Ferrater Mora en el prólogo a Renacimiento italiano y pensamiento moderno, último libro de Jasinowski y publicado póstumamente:

Del Renacimiento italiano se salta a la matemática griega para hundirse poco después en la lógica de las ciencias naturales y emerger un rato a propósito de la historiografía rusa, la cual sirve de pretexto para discurrir ampliamente sobre el argumento ontológico, etcétera. Si esto parece poco, añadiremos unas muestras más: el derecho romano, la ciencia física, la historia entera de la filosofía y, por descontado, una multitud de lenguas, algunas de ellas muertas, pero que parecen revivir por unos instantes al calor del saber que las envuelve.
José Ferrater Mora

En su necrológica publicada en el Diario La Nación el 13 de mayo de 1969, Eugenio Araya enalteció a Jasinowski en su condición de intelectual de la Universidad de Chile y su carácter de pensador de talla mundial:

Estoy convencido, y esto decía el Héctor Castillo en los momentos de los funerales, que el profesor Jasinowski fue la mente más completa, universalmente hablando, que ha pasado por la Universidad de Chile en este siglo. Me atrevo a agregar que es uno de los pensadores más grandes que ha tenido este siglo.
Eugenio Araya

En La filosofía en Chile (1976), Roberto Escobar valora su contribución a ampliar el conocimiento de las corrientes de pensamiento europeo dentro de la academia filosófica chilena, encuadrándolo entre los filósofos que se hicieron cargo de los problemas de la expresión y la cultura. Misma idea comparte Juan de Dios Vial Larraín, quien subrayó su papel como formador en la Universidad de Chile, especialmente en lo concerniente al estudio de los orígenes de la ciencia moderna:

El profesor Jasinowski ha desempeñado en la Facultad de Filosofía de la Universidad de Chile cátedras de filosofía de la cultura y de filosofía medieval y tanto desde ellas, cuanto por sus múltiples contactos personales, ha ejercido un decisivo influjo en la formación de varias generaciones y en la promoción de los estudios filosóficos que vienen cultivándose con intensidad creciente entre nosotros. Su nombre y su figura están íntima y magistralmente ligadas a este desarrollo. […] Pero, donde nos parece ver que el pensamiento histórico del profesor Jasinowski puede ser de más fecundo alcance es en la comprensión que tiene de los orígenes de la ciencia moderna entroncada a grandes ideas de las postrimerías helenísticas, neo-platónicas y neo-pitagóricas en particular; estas ideas, por otra parte, no llegan a los tiempos modernos por cauces sumergidos, sino en línea directa a través de la ciencia medieval. La ciencia moderna resulta entonces heredera de lo que el profesor Jasinowski llama “disposiciones cognoscitivas” que estarían involucradas en lo que fue el sentido del pensar helenístico sintetizado en un “triple monismo” metafísico (emanantismo gradualista neoplatónico) matemático (continuidad como estado fluuyente) y físico (véase por ej. la hermosa cita de Grosseteste “la forma primera que algunos denominan corporeidad es, pienso yo, la luz... ella es una consecuencia de la extensión de la materia en sus tres dimensiones… propagarse a sí misma, expandirse de un modo súbito es, cabalmente, la operación propia de la luz... se ve por tanto que la potencia que mueve los cuerpos es aquella misma fuerza en virtud de la cual la luz se propaga”).
Juan de Dios Vial Larraín

### Contexto internacional
Tras su fallecimiento a finales de los 60 y hasta la década de los 2000, la obra de Jasinowski, si bien siempre había sido catalogada como material académico de primer nivel, se encontraba más bien olvidada; siendo habitualmente omitida en los estudios contemporáneos sobre el pensamiento histórico polaco de los siglos XIX y XX. No obstante, en años recientes ha recobrado el interés de los historiadores de Europa Oriental y Rusia. Ha sido destacado como un gran intérprete del bolchevismo del periodo de entreguerras. En el año 2010, la Biblioteca Nacional de Polonia incluyó sus trabajos realizados hasta su exilio en 1939 en el tomo 13 de su serie Bibliografia polska, 1901-1939.
Importantes teorías contemporáneas acerca de la identidad cultural rusa se han visto influencias por la obra de Jasinowski. Esto es evidente en la obra de Czesław Miłosz y su teoría neo-maniquea de la cultura rusa, próxima en el tiempo a la del propio Jasinowski:

La división entre el mundo maligno y un Dios bueno nunca alcanzó una posición más extrema que en el cristianismo oriental. Como demostró Bogumił Jasinowski, el espíritu del gnosticismo sigue vivo en el pensamiento religioso de los rusos hasta el día de hoy, y se puede encontrar no solo en el sectarismo prerrevolucionario, sino también en Berdiaev y Solovyov. El abismo entre Dios y el mundo, "que no surgió de la mano de Dios", se remonta a las enseñanzas sobre la constitución jerárquica de la Divinidad proclamadas por los gnósticos.
Czesław Miłosz

Lo mismo ocurre con la teoría de la historia literaria de Claudio Guillén, quien concluye, siguiendo las ideas de Jasinowski, que dentro del flujo continuo de una cultura no hay islas, solo diferencias cualitativas:

Los períodos suceden uno tras otro, pero el significado de "después" no está fijado de manera rígida. ¿Cuánta diversidad implica la sucesión temporal? ¿Tendemos a visualizarla de manera espacial, como una separación, una ruptura completa? Si "después" connota diferencia, denota sobre todo sucesión y tal vez incluso continuidad. La cuestión, en relación con la visión de Jasinowski, es si un período puede adaptarse a la trayectoria del tiempo tan íntimamente como su visión lo supone. En otras palabras, la distinción entre una periodización absoluta y una relativa no es simplemente una cuestión de énfasis lógico—como si, por ejemplo, dijéramos que, cuando nos enfocamos en las características dominantes de un período, las diferencias tienden a destacarse claramente; pero si, por otro lado, enfatizamos la dialéctica, y tenemos en cuenta los rasgos "dominados", que probablemente reaparezcan en otro período, tendemos a obtener una mezcla de diferencias y similitudes. La preocupación fundamental de Jasinowski, esencialmente, estaba con las tipologías temporales (en contraposición a las meramente espaciales) y con su naturaleza peculiar. Nuestra propia preocupación debería centrarse en la medida en que los períodos están destinados a reflejar el devenir o a paralelizar el curso del tiempo. Entender el grado de su diacronía, medir su proximidad al tiempo, nos sitúa en una posición para saber qué significan "después" y "antes" en este ámbito discursivo. De hecho, todo concepto de período revela algo, pierde algo, en el nivel de la diacronía, pero el grado de esa pérdida en cada caso es importante.
Claudio Guillén

En teoría de la cultura, la obra de Jasinowski ha sido utilizada para dar cuenta de la relación del artista con las masas, particularmente en el ámbito polaco-ruso. Piotr Mitzner lo ha considerado clave para la reconstrucción histórica de lo que fue la Casa en Kołomno (Domek w Kołomnie) de Varsovia, donde Wschodnie chrześcijaństwo a Rosja fue leído y criticado con el afán de estudiar cómo los extranjeros entendían el «alma rusa».
En Multicultural Commonwealth: Poland-Lithuania and Its Afterlives (2023), Stanley Bill y Simon Lewis sugieren, desde la perspectiva de periodización histórica de Jasinowski (en tanto que fases históricas plurales copresentes en un mismo tiempo), comprender a la Mancomunidad polaco-lituana (conocida como la República de las Dos Naciones) como una población de identidades superpuestas:

La Mancomunidad estaba habitada por personas que eran llamadas—o que se llamaban a sí mismas, aunque con significados diversos—polacos, lituanos, rusinos, alemanes, judíos, tártaros, armenios, y así sucesivamente. Los significados de estos términos eran inestables y sujetas a cambio, y en ningún momento significaron identidades "étnicas" en el sentido moderno. Un miembro de la nobleza "lituano" a menudo era un hablante de polaco sin conocimiento del idioma lituano báltico—aunque bien podría haber hablado también ruso. Un "polaco" en Ucrania podría ser bilingüe, mientras se identificaba simultáneamente como "rusino"—una identidad "doble" que combina una identidad cívico-política polaca con una identidad "étnica" rusina, como se expresa en la fórmula Gente Rutheni, Natione Poloni. En otros contextos, la identidad "rusina" puede verse como un precursor temprano de las divergentes identidades modernas "ucraniana" y "bielorrusa", ambos términos anacrónicos cuando se aplican retrospectivamente con significados contemporáneos. Otros términos, como "sarmata"—una identidad mítica y abarcadora que unía a diversos miembros de la nobleza—raramente se utilizan hoy en día. En todos los casos, estos términos y las "culturas" heurísticamente asociadas con ellos a lo largo del libro deben tratarse como dinámicas, inestables, porosas y entrelazadas entre sí.
Stanley Bill y Simon Lewis

Como hermenéuta de la filosofía leibziana, no solo su tesis doctoral ha sido bien recibida y comentada. Su monografía Jedność myśli twórczej w filozofii Leibniza (1930), dedicada al problema de la unidad de la idea creativa en Leibniz, aparece recomendada en el Bulletin leibnizien III de 2017.

## Obras seleccionadas
- Parlamentaryzm, Duma Państwowa i reprezentacja polska (1907)
- Teorja doboru naturalnego a teorja poznania (1911)
- O istocie neoplatonizmu i jego stanowisku w dziejach filozofii (1917-1918)

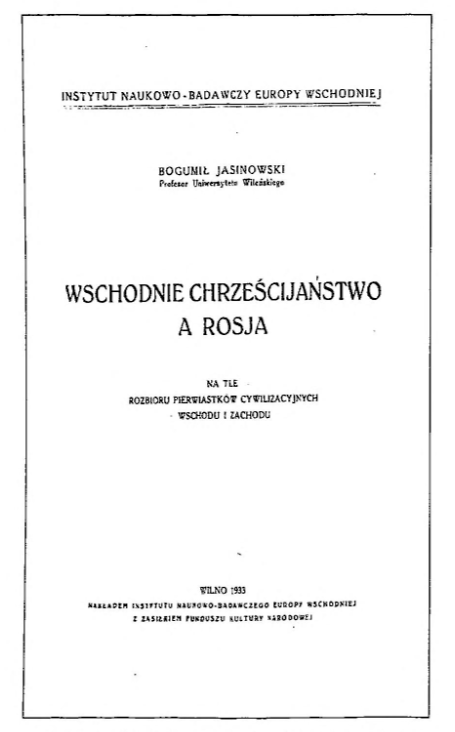
Portada de Wschodnie chrześcijaństwo a Rosja. Na tle rozbioru pierwiastków cywilizacyjnych Wschodu i Zachodu (1933).

- Portada de Wschodnie chrześcijaństwo a Rosja. Na tle rozbioru pierwiastków cywilizacyjnych Wschodu i Zachodu (1933).Die analytische Urteilsehre Leibnizens in ihrem Verhaeltniss zu seiner Metaphysik (1918)
- Historia neoplatonizmu (1918)
- Konflikt rozumu i wiary a rozwój dziejowy filozofii (1922)
- Sur l'esprit veritable de la philosophie italienne (1930)
- Jedność myśli twórczej w filozofii Leibniza (1030)
- Wschodnie chrześcijaństwo a Rosja. Na tle rozbioru pierwiastków cywilizacyjnych Wschodu i Zachodu (1933)
- Podstawowe znaczenie kresów południowo-wschodnich w budowie polskiej psychiki i świadomości narodowej (1936)
- Sur les fondements logiques de l’histoire (1937)
- La renaissance de l'atomisme au XIX s. et ses proemisses historiques (1942)
- Copernico como sabio, hombre de fe y patriota (1943)
- Discurso de homenaje a Ignacio Domeyko (1943)
- La revelación de la Edad Media (1944)
- El problema de la Historia y su lugar en el conocimiento del Derecho (1945)
- Bosquejo pragmático de flosofía del derecho (1946)
- Naturaleza a Historia (1956)
- Saber y dialéctica (1957)
- De la esencia conjunta del cogito cartesiano y del argumento ontológico de la esencia divina (1960)
- Renacimiento Italiano y pensamiento moderno (1968)